# Arts et Métiers ParisTech
Arts et Métiers ParisTech (ENSAM, École nationale supérieure d'arts et métiers) er et fransk ingeniør-institut tilknyttet France AEROTECH.
Instituttet blev oprettet i 1780 og har i dag omkring 6300 studerende.